# Sawantwadi
Sawantwadi là một thành phố và là nơi đặt hội đồng đô thị (municipal council) của quận Sindhudurg thuộc bang Maharashtra, Ấn Độ.

## Nhân khẩu
Theo điều tra dân số năm 2001 của Ấn Độ, Sawantwadi có dân số 22.871 người. Phái nam chiếm 50% tổng số dân và phái nữ chiếm 50%. Sawantwadi có tỷ lệ 82% biết đọc biết viết, cao hơn tỷ lệ trung bình toàn quốc là 59,5%: tỷ lệ cho phái nam là 85%, và tỷ lệ cho phái nữ là 79%. Tại Sawantwadi, 10% dân số nhỏ hơn 6 tuổi.